# Oleg Shenin
Oleg Semiónovich Shenin (en ruso: Олег Семёнович Шенин; 2 de julio de 1937 — 28 de mayo de 2009) fue un político soviético y ruso que fue el líder del Partido Comunista de la Unión Soviética, un partido político postsoviético que no tiene que ser confundido con el tradicional PCUS.

## Biografía
Shenin fue miembro del Comité Central del Partido Comunista de la Unión Soviética, del Politburo y del Secretariat de 1990 a 1991. Durante el intento de golpe de Estado de 1991, fue miembro del grupo del PCUS que intentó restablecer el orden dentro de la Unión Soviética. Pero el 23 de agosto fue encarcelado por su implicación en el levantamiento. En octubre de 1992, Por razones de salud, fue liberado con un cambio en la medida preventiva a un reconocimiento de no salir del país. Consiguió la amnistía de 1994.
Shenin fue el presiente del Unión de Partidos Comunistas - Partido Comunista de la Unión Soviética desde 1993, hasta que rompió con el Partido Comunista de la Federación de Rusia (CPRF) en 2001, después de que su líder Guennadi Ziugánov rechazara hacer un partido comunista unificado de Rusia y Bielorrusia. Zyuganov sustituyó a Shenin como jefe del Consejo de la Unión de Partidos Comunistas.
Shenin solicitó postularse como candidato presidencial para las elecciones presidenciales rusas de 2008, pero se le negó el registro por no completar correctamente algunos documentos. Según Shenin, su candidatura fue rechazada porque no presentó una carta de su empleador. Describió esto como un "pretexto idiota" porque había estado retirado durante años.